# Scooby-Doo jde do Hollywoodu
Scooby-Doo jde do Hollywoodu (v anglickém originále Scooby Goes Hollywood, později též Scooby-Doo Goes Hollywood) je animovaný televizní speciál z roku 1979, vyrobený podle kresleného seriálu Scooby-Doo, který vysílala společnost Hanna-Barbera. Dne 23. prosince roku 1979 byl u příležitosti 10. výročí vzniku celé franšízy odvysílán na stanici ABC.

## Děj
Celý film je vytvořen jako hudební parodie. Zesměšňuje tehdy velmi známé a populární filmy a pořady, jako například How The West Was Won, Happy Days, Laverne & Shirley, Superman, Za zvuků hudby, Horečka sobotní noci, Sonny & Cher, The Love Boat, a Charlieho andílci.
Scoobyho přestává bavit řešit záhady a hodlá se stát slavným hercem. Shaggy mu dělá manažera. Zbytek skupiny se ho snaží přesvědčit o opaku a přimět ho, aby se k nim znovu vrátil.

## Obsazení
- Don Messick jako Scooby-Doo
- Casey Kasem jako Shaggy Rogers
- Frank Welker jako Fred Jones a dítě Scooby-Doo
- Heather North Kenney jako Daphne Blake
- Pat Stevens jako Velma Dinkley
- Rip Taylor jako C.J.
- Stan Jones jako režisér
- Mike Bell jako Jesse Rotten a Jackie Carlson
- Marilyn Schreffler jako Cherie a recepční
- Joan Gerber jako Lavonne, druhá žena a servírka
- Ginny McSwain jako Kerry, fanynka a výkonná tajemnice
- Patrick Fraley jako bratr, strážce a hlasatel
- Paul DeKorte jako zpěvák
- Debbie Hall jako zpěvák
- Edie Lehmann jako zpěvák
- Mike Redman jako zpěvák
- Robert Tebow jako zpěvák